# قانون سینوس‌ها

یک مثلث دلخواه.

در مثلثات، قانون سینوس‌ها معادله‌ای است که میان طول ضلع هر مثلث دلخواه و زاویهٔ مقابل آن ضلع رابطه برقرار می‌کند؛ این قانون عبارت است از:
{\displaystyle {\frac {a}{\sin(\alpha )}}={\frac {b}{\sin(\beta )}}={\frac {c}{\sin(\gamma )}}}
که a و b و c به ترتیب ضلع‌های مثلث و {\displaystyle \alpha } و {\displaystyle \beta } و {\displaystyle \gamma } به ترتیب زاویه‌های مقابل به هر ضلع‌اند. هنگامی که دو زاویه و یک ضلع مثلث را داشته باشیم از قانون سینوس‌ها استفاده می‌کنیم تا طول ضلع‌های دیگر مثلث را بدست آوریم.

## پیشینه
قانون کروی سینوس‌ها در قرن ۱۰ میلادی کشف شد. این قانون را بیشتر به ابومحمود حامدبن خضر خجندی، ابوالوفای بوزجانی، خواجه نصیر طوسی و ابونصر منصور نسبت می‌دهند.
الجیانی در قرن ۱۱ میلادی کتابی نوشت با عنوان «کتاب کمان‌های ناشناخته در کره» (به انگلیسی: The book of unknown arcs of a sphere) و در آن به معرفی کلی قانون سینوس‌ها پرداخت. پس از او در قرن ۱۳ میلادی خواجه نصیر الدین طوسی به بیان این قانون میان صفحه‌ها پرداخت. او در کتابی با عنوان انگلیسی On the Sector Figure قانون سینوس‌ها را برای صفحه‌ها و مثلث‌های کروی بیان کرد و برای قانونش اثبات‌هایی را ارائه کرد.

## نمونه
در ادامه روش استفاده از قانون سینوس‌ها برای حل یک مسئله گفته شده‌است.
نمونه
اگر فرض کنیم: ضلع‌های a = 20 و c = 24 و زاویهٔ C = 40° باشد، با استفاده از قانون سینوس‌ها می‌توان نتیجه گرفت که:
{\displaystyle {\frac {\sin A}{20}}={\frac {\sin 40^{\circ }}{24}}.}
{\displaystyle A=\arcsin \left({\frac {20\sin 40^{\circ }}{24}}\right)\cong 32.39^{\circ }.}

## رابطه با دایرهٔ محیطی مثلث
اگر داشته باشیم:
{\displaystyle \,{\frac {a}{\sin \alpha }}={\frac {b}{\sin \beta }}={\frac {c}{\sin \gamma }}={\frac {abc}{2S}}=2R}،

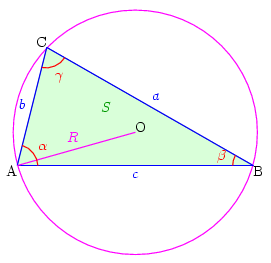
یک مثلث دلخواه محاط در دایره.

مقدار تک تک کسرهایی که در قانون سینوس‌ها نوشته می‌شود برابر است با قطر دایرهٔ محیطی مثلث می‌توان نشان داد که این مقدار خود برابر است با:
{\displaystyle {\begin{aligned}{\frac {abc}{2S}}&{}={\frac {abc}{2{\sqrt {p(p-a)(p-b)(p-c)}}}}\\[6pt]&{}={\frac {2abc}{\sqrt {(a^{2}+b^{2}+c^{2})^{2}-2(a^{4}+b^{4}+c^{4})}}},\end{aligned}}}
که در آن S مساحت مثلث است و p برابر با نصف محیط {\displaystyle p={\frac {a+b+c}{2}}} می‌باشد. همچنین رابطهٔ {\displaystyle S={\sqrt {p(p-a)(p-b)(p-c)}}} فرمول هرون بود که از آن در بالا استفاده شد.

### حالت مبهم برای مثلث
وقتی از قانون سینوس‌ها استفاده می‌کنیم تا زاویه‌های یک مثلث را بدست آوریم، حالت‌هایی وجود دارند که ابهام برانگیزند و ما به جای یک جواب به دو جواب (دو مثلث) می‌رسیم.
اگر ABC یک مثلث دلخواه باشد اگر شرایط زیر اتفاق افتد:
- اطلاعات ما دربارهٔ مثلث تنها زاویهٔ A و ضلع‌های a و b باشد.
- زاویهٔ A یک زاویهٔ تند باشد (کوچکتر از ۹۰ درجه).
- ضلع a کوچکتر از ضلع b باشد (a <b).
- ضلع a بزرگتر از ارتفاع مثلث راست‌گوشه با زاویهٔ A و وتر b باشد (a> b sin A).

اگر تمام شرط‌های بالا برقرار باشد، بسته به اینکه زاویهٔ B تند است یا باز، یکی از جواب‌های بدست آمده درست خواهد بود.
{\displaystyle B=\arcsin {b\sin A \over a}}
یا
{\displaystyle B=180^{\circ }-\arcsin {b\sin A \over a}}

## اثبات

یک مثلث دلخواه.

بنابر شکل بالا و با استفاده از قانون مساحت مثلثات، داریم:

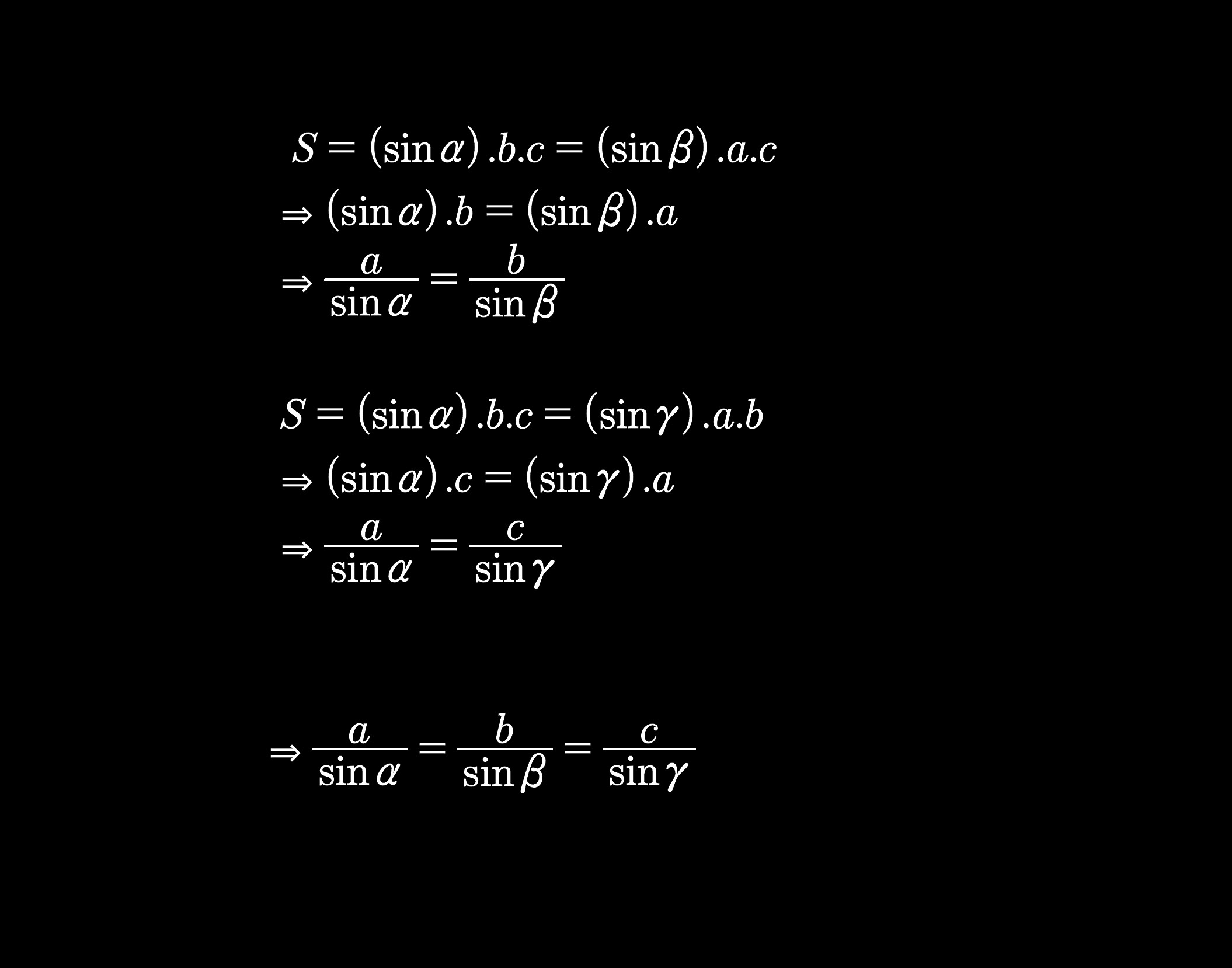
اثبات.

## حالت کلی در فضای اقلیدوسی
چهاروجهی A۱A۲A۳A۴ را در فضای اقلیدوسی در نظر بگیرید. در شکل مقابل اطلاعات مربوط به زاویه‌ها و ضلع مقابل به هر گوشه نشان داده شده‌است:
- {\displaystyle \,\mathrm {S} _{k}} ضلع مقابل به گوشهٔ {\displaystyle \,\mathrm {A} _{k}}.
- {\displaystyle \,\Delta _{k}} صفحه‌ای که {\displaystyle \,\mathrm {S} _{k}} بر روی آن قرار دارد.
- {\displaystyle \,\theta _{ij}} زاویهٔ میان دو سطح {\displaystyle {\widehat {(\Delta _{i},\Delta _{j})}}}.

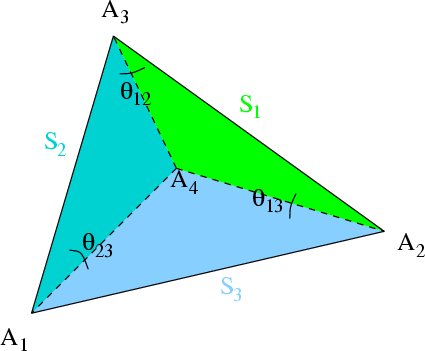
گوشه‌ها و ضلع‌های چهاروجهی.

سینوس زاویهٔ دو سطحی که بوسیلهٔ گوشهٔ A۱ به وجود آمده به روش زیر بدست می‌آید:
- {\displaystyle \sin A_{1}={\frac {\sqrt {1-\cos ^{2}\theta _{23}-\cos ^{2}\theta _{24}-\cos ^{2}\theta _{34}-2\cos \theta _{23}\cos \theta _{24}\cos \theta _{34}}}{\sin \theta _{23}\sin \theta _{24}\sin \theta _{34}}}} ;

برای دیگر زاویه‌ها هم به روش بالا بدست می‌آید. بنابراین:
{\displaystyle {\frac {S_{1}}{\sin A_{1}}}={\frac {S_{2}}{\sin A_{2}}}={\frac {S_{3}}{\sin A_{3}}}={\frac {S_{4}}{\sin A_{4}}}={\frac {2S_{1}S_{2}S_{3}S_{4}}{9V}}}،
که در آن V حجم چهاروجهی است.

## حالت کلی قانون سینوس‌ها در هندسهٔ نااقلیدوسی

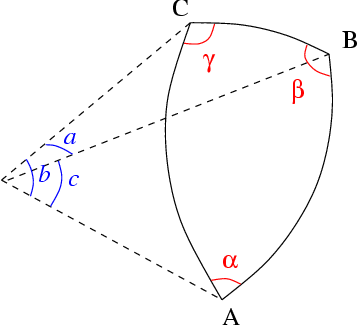
مثلث کروی با ضلع‌های کاهش یافتهٔ a و b و c و زاویه‌های α و β و γ.

برای صفحه‌ای در هندسهٔ نااقلیدوسی با انحنای K و شعاع انحنای ρ، خواهیم داشت که:
{\displaystyle \,\rho =1/{\sqrt {|K|}}}.
حال ابعاد کاهش یافتهٔ مثلث از رابطه‌های زیر بدست می‌آید:
{\displaystyle \,a=BC/\rho }،
{\displaystyle \,b=AC/\rho }،
{\displaystyle \,c=AB/\rho }.
در حالتی که یک مثلث کروی داشته باشیم، اندازهٔ a و b و c برابر است با اندازهٔ زاویهٔ مقابل به کمان‌های بزرگ [BC] و [AC] و [AB] (شکل روبرو).

### هندسهٔ کروی
در یک مثلث کروی مانند ABC با شعاع ρ که بر روی کره‌ای با مرکز O کشیده شده‌است، قانون سینوس‌ها به صورت زیر نوشته می‌شود:
{\displaystyle {\frac {\sin a}{\sin \alpha }}={\frac {\sin b}{\sin \beta }}={\frac {\sin c}{\sin \gamma }}={\frac {6V_{\mathrm {OABC} }}{\rho ^{3}\sin a\,\sin b\,\sin c}}}،
که در آن VOABC حجم چهاروجهی OABC است و α و β و γ سه زاویهٔ تشکیل شده در مرکز کره‌اند

### هندسهٔ هذلولوی
در هندسهٔ هذلولوی هنگامی که انحنا ۱- باشد، قانون سینوس‌ها به صورت زیر نوشته می‌شود:
{\displaystyle {\frac {\sinh a}{\sin \alpha }}={\frac {\sinh b}{\sin \beta }}={\frac {\sinh c}{\sin \gamma }}}.
در حالت ویژه‌ای که زاویهٔ {\displaystyle \beta } راست‌گوشه (۹۰ درجه) باشد، خواهیم داشت:
{\displaystyle \sin \gamma ={\frac {\sinh c}{\sinh b}}\,}